# Надір Бельхадж
Надір Бельхадж (араб. نذير بلحاج, нар. 18 червня 1982, Сен-Клод) — алжирський футболіст, захисник клубу «Ас-Садд».

## Клубна кар'єра
У дорослому футболі дебютував 1999 року виступами за команду клубу «Ланс-2», в якій провів три сезони, взявши участь у 49 матчах чемпіонату. 
Згодом з 2002 по 2007 рік грав у складі команд клубів «Геньон» та «Седан».
Своєю грою за останню команду привернув увагу представників тренерського штабу клубу «Ліон», до складу якого приєднався 2007 року. Відіграв за команду з Ліона наступний сезон своєї ігрової кар'єри.
У 2008 році також захищав кольори команди клубу «Ланс».
У тому ж році уклав контракт з клубом «Портсмут», у складі якого провів наступні два роки своєї кар'єри гравця. Більшість часу, проведеного у складі «Портсмута», був основним гравцем захисту команди.
До складу клубу «Ас-Садд» приєднався 2010 року. Відтоді встиг відіграти за катарську команду 88 матчів в національному чемпіонаті.

## Виступи за збірну
У 2004 році дебютував в офіційних матчах у складі національної збірної Алжиру. Наразі провів у формі головної команди країни 54 матчі, забивши 5 голів.
У складі збірної був учасником чемпіонату світу 2010 року у ПАР, Кубка африканських націй 2010 року в Анголі.

## Досягнення
- Чемпіон Катару (1):

«Ас-Садд»: 2012-13
- Володар Кубка Еміра Катару (2):

«Ас-Садд»: 2014, 2015
- Володар Кубка шейха Яссіма (1):

«Ас-Садд»: 2014
- Володар Кубка зірок Катару (2):

«Ас-Садд»: 2010
«Ас-Сайлія»: 2020-21
- Переможець Ліги чемпіонів АФК (1):

«Ас-Садд»: 2011